# Schloss Reinfeld
Schloss Reinfeld war ein Renaissanceschloss in Reinfeld in Holstein. Es wurde zwischen 1600 und 1604 errichtet und 1775/76 abgerissen.

## Geschichte
1582 erhielt Herzog Hans (der Jüngere) von Schleswig-Holstein-Sonderburg bei der Neuverteilung der schleswig-holsteinischen Ämter nach dem Tod seines 1580 kinderlos verstorbenen Onkels Hans dem Älteren von Schleswig-Holstein-Hadersleben das Kloster Reinfeld. Das Zisterzienserkloster hatte zwar die meisten Güter in den Jahrzehnten seit der Reformation eingebüßt, wurde aber als letztes Feldkloster in Schleswig-Holstein noch von einer Mönchsgemeinschaft bewohnt. Herzog Hans war jedoch nicht bereit, die Klostergemeinschaft fortbestehen zu lassen. Deshalb wurde das Kloster in einem Vertrag zwischen dem dänischen König Friedrich II., Herzog Hans` Bruder, und dem letzten Abt Johannes Kule aufgelöst.
Herzog Hans hatte bereits das 1582 ebenfalls in seinen Besitz gelangte säkularisierte Rudekloster abreißen und an dessen Stelle das Schloss Glücksburg als Wohnsitz für seine Familie errichten lassen. Im Reinfelder Klosterwald richtete er einen „Thiergarten“ als Jagdrevier ein. 1599 ließ er das Kloster Reinfeld bis auf die Kirche und das Gästehaus niederlegen und in den Jahren bis 1604 ein Renaissanceschloss erbauen. Als Baumaterial wurden die Ziegel der abgerissenen Klostergebäude verwendet. Für das Kupferdach des Turmes wurde die Dacheindeckung der Kirche verwendet, die anschließend mit Holzschindeln neu gedeckt wurde. Da die Klosterkirche direkt neben dem neuen Schloss lag, wurde auf den Bau einer Schlosskapelle verzichtet.
Als Abgeteilter Herr hatte Herzog Hans keinen Anteil an der Landesregierung. Er teilte seine Ländereien unter seinen Söhnen auf. Reinfeld fiel 1622 an seinen jüngsten Sohn Joachim Ernst von Schleswig-Holstein-Sonderburg-Plön. Als 1635 bei einem Dammbruch des zum Schloss gehörenden Herrenteichs die Klosterkirche einstürzte, finanzierte Joachim Ernst den Bau der neuen Kirche, in der sich auch eine Patronatsloge für die herzogliche Familie befand. Diese lebte aber zumeist in der 1636 fertiggestellten Residenz Schloss Plön. In Reinfeld richtete Joachim Ernst 1649 eine Ritterakademie für seine Söhne ein, die allerdings nur bis zum Abschluss ihrer Ausbildung 1654 bestand. Ansonsten diente das Schloss vor allem als Sitz des Amtmanns des Amts Reinfeld.
1671 erbte Joachim Ernsts ältester Sohn Johann Adolf Reinfeld. Da seine beiden Söhne im selben Jahr 1704 starben wie er selbst und sein einziger Enkel als Kleinkind 1706, ging das Erbe an seinen Neffen Joachim Friedrich. Schloss Reinfeld wurde der Witwensitz von Johann Adolfs Frau Dorothea bis zu deren Tod 1722. Zuletzt diente das Schloss Dorothea Christina von Aichelberg, der Mutter des letzten Plöner Herzogs Friedrich Karl, als Witwensitz. Sie starb dort 1762, ein Jahr nach ihrem Sohn. Nachdem das Plöner Herzogtum an die dänische Krone zurückgefallen war, wurde 1764/65 ein Inventar des Schlosses mit einem vom Plöner Landbaumeister Nicolaus Bauer (1720–1777) gezeichneten Grundriss angefertigt, wonach ein Teil der Räume nur im Sommer und einige gar nicht mehr bewohnbar waren.
1773 wurde das Schloss für 5.001 Reichsthaler an den Ahrensburger Tischlermeister Johann August Rothe verkauft, der es ab 1775 abtragen ließ. Aus dem Material wurde ein neues Amtshaus, das spätere Forstamt, errichtet.

## Bau
Das von einem Wassergraben umgebene Schloss Reinfeld war ein verhältnismäßig schlichter Bau mit Außenmaßen von etwa 35 × 35 m. Es hatte vier jeweils dreigeschossige Flügel auf einem hohen Keller um einen Innenhof. Zwei Treppentürme an gegenüberliegenden Ecken im Innenhof verbanden die Stockwerke. Auch die Wendeltreppe des Uhrturms neben dem Haupteingang an der Nordseite führte über alle Etagen. An der Nordostecke ragte ein fünfgeschossiger Turm aus dem viereckigen Grundriss hervor, an der gegenüberliegenden Seite eine kleine Bastion. Zum Schloss gehörten Gärten zur Versorgung der Küche. Eine eigene Kirche besaß das Schloss nicht. Stattdessen ließ sich die herzogliche Familie eine Loge in der Pfarrkirche einbauen.
Nach dem 1764 angefertigten Inventar befanden sich die herrschaftlichen Wohn- und Repräsentationsräume in der zweiten Etage, ein festlicher Speisesaal mit vergoldeten Stukkaturen und einen Ofen mit Porzellanaufsatz im Nordflügel und im Ostflügel ein beheizbares Esszimmer für den Winter. Welche Räume die zwei Jahre zuvor verstorbene Herzogsmutter bewohnt hatte, ist in dem nicht angegeben, dagegen erstaunlich viele Fremdenzimmer und „Heimlich Gemach“. Der Westflügel diente vor allem der Amtsverwaltung. Seine Wohnung hatte der Amtmann („Kgl. Kammerherr“) im Sommer im unheizbaren Turm über der „Amts-Registratur“, im Winter in zwei Räumen an der Ecke zwischen Ost- und Südflügel in der zweiten Etage, in denen im Sommer zu heiß war, weil sie an den Küchenschornstein angrenzten. Im Südflügel lagen die Wirtschaftsräume mit Küche und Brauhaus im Erdgeschoss, darüber zwei Malzböden. Die Haushälterin und die Angestellten des Amtmanns wohnten im Erdgeschoss, das übrigen Dienstpersonal in der dritten Etage unter dem Dach.
Die Keller unter Nord-, Süd- und Ostflügel wurden als Lager- und Kühlräume genutzt. Unten im Turm befand sich das Gefängnis für „Criminel-Gefangene“. Im Erdgeschoss des Ostflügels gab es eine Zelle zur „Festsetzung Festsetzung eingezogener Vagabonds“.